# Тернопільський інститут соціальних та інформаційних технологій
Тернопільський інститут соціальних та інформаційних технологій (скорочено ТІСІТ) — єдиний українсько-польський вищий навчальний заклад України, заснований в 2001 році українськими та польськими науковцями.

## Історична довідка
Українсько-польський вищий навчальний заклад — Тернопільський інститут соціальних та інформаційних технологій (ТІСІТ) створений 7 грудня 2001 року на перших, установчих зборах засновників. Ініціаторами створення інституту були ряд українських та польських вчених, в тому числі ректор — Бакушевич Ярослав Михайлович, директор «Бізнес-інкубатора Тернопільщини», проректор — Бакушевич Іванна Всеволодівна, ректор Ряшівської вищої школи бізнесу — Кшиштоф Кашуба, проф. Андрушків Богдан Миколайович (обраний Президентом ТІСІТ) та інші юридичні та фізичні особи.
Інститут отримав дозвіл на свою діяльність розпорядженням виконавчого комітету Тернопільської міської ради № 215 від 2.03.2001 р., та зареєстрований за № 25349301ю0020003 від 7.12.2001 р., як самостійний заклад освіти недержавної форми власності у формі товариства з обмеженою відповідальністю.
Навчальні плани інституту узгоджувались з планами польських університетів для забезпечення продовження навчання у польських вищих навчальних закладах за програмою «Подвійний диплом».
Одним із напрямків діяльності Інституту є підтримка освіти та навчання дітей з особливими потребами. Вдосконалюється методика навчання дітей з особливими потребами: наочний роздатковий матеріал для кожного студента, використання проєкційної та комп'ютерної техніки для проведення лекційних, семінарських, практичних та лабораторних занять, консультації з викладачами-спеціалістами із сурдоперекладу.
У 2003—2005 роках на площах аварійного, без опалення та непрацюючого корпусу актового залу обласних профспілок проведено генеральну реконструкцію для будівництва приміщень інституту. Збільшено площу шляхом добудови другого поверху, створено конференц-зал, аудиторії та комп'ютерні класи, встановлено індивідуальне опалення.

## Ліцензування

### 2002 рік
Згідно з рішенням Державної акредитаційної комісії (протокол № 40 від 9 липня 2002 року) Інституту надано право на провадження освітньої діяльності на підготовку бакалаврів з напрямів: 0402 Соціологія та 0501 Економіка та підприємництво. Ліцензія АА № 234931 видана 18.10.2002 року Міністерством освіти і науки України.

### 2006 рік
У червні 2006 року згідно рішення Державної акредитаційної комісії (протокол № 61 від 22 червня 2006 року) Тернопільський інституту соціальних та інформаційних технологій акредитовано за ІІ рівнем провадження освітньої діяльності підготовки бакалаврів: з напряму 0501 «Економіка та підприємництво», в тому числі за спеціальностями:
6.050100 «Міжнародна економіка» (сертифікат про акредитацію серія НІ-ІІ № 206035),
6.050100 «Економіка підприємства» (сертифікат про акредитацію серія НІ-ІІ № 206036);
з напряму 0402 «Соціологія», в тому числі за спеціальністю
6.040200 «Соціальна робота» (сертифікат про акредитацію серія НІ-ІІ № 206034).

### 2007 рік
У грудні 2007 року ТІСІТ акредитовано за ІІІ рівнем (Сертифікат про акредитацію Серія РІ-ІІІ № 205692 від 11 грудня 2007 р. та Наказ МОНУ № 2144-Л від 4.12.2007 року).
Інститут внесено до Реєстру вищих навчальних закладів України — (довідка № 07-32, 12.02.2008 року).

### 2012 рік
У 2012 році ТІСІТ пройшов акредитацію та отримав ліцензію Міністерства освіти і науки, молоді та спорту України серії АД № 072940 від 16.10.2012 року.,

### 2013 рік
У 2013 році ТІСІТ пройшов акредитацію та отримав ліцензію Міністерства освіти і науки України серії АЕ № 270953 від 02.07.2013 року.

## Напрями підготовки та спеціальності, за якими ведеться підготовка студентів
Тернопільський інститут соціальних та інформаційних технологій веде підготовку за напрямами, спеціальностіми:
Галузь знань Економіка та підприємництво:
- Міжнародна економіка
- Економіка підприємства
- Маркетинг

Галузь знань Соціальне забезпечення:
- Соціальна робота

## Міжнародна співпраця
З метою реалізації принципів Болонського процесу в інституті налагоджені міжнародні зв'язки. Інститут є членом Європейської асоціації міжнародної освіти. Підписані угоди про співпрацю, обмін викладачами та студентами з
- Краківським економічним університетом м. Краків, Польща
- Ряшівським Університетом м. Ряшів, Польща;
- Вищою школою менеджменту м. Ряшів, Польща;
- Вищою школою соціальних наук, м. Познань, Польща;
- Державною вищою технічно-економічною школою ім. О. Маркевича, м. Ярослав, Польща;
- Вищою школою права і адміністрації, м. Ряшів, Перемишль, Польща, та іншими іноземними та українськими вищими навчальними закладами.

В інституті проводяться наукові та студентські обміни, стажування викладачів і студентів у вищих навчальних закладах та підприємствах Польщі. Науковці з Польщі, Голландії, Канади, США проводять лекції, семінарські заняття зі студентами інституту. Студенти всіх спеціальностей вивчають протягом чотирьох семестрів польську мову і проходять двотижневу мовну практику в Вищій школі менеджменту в м. Ряшеві (Польща). Протягом 5-7 семестру студенти вивчають історію, право, економіку та культуру Польщі на польській мові. Для читання лекцій залучаються відомі польські вчені, економісти.
Лекції про європейський досвід реструктуризації підприємств та розвиток економіки Польщі, інших країн Європи, США читали ректор Академії економічної в Кракові професор доктор габ. Ричард Боровєцкій проректор Академії Економічної в Кракові — професор, доктор габ. Анджей Шромнік., професор Кшиштоф Кашуба з Вищої школи менеджменту в Ряшеві, професор Темплського університету — Володимир Бандера., Фулбрайт-професори з університетів США, Росії, Польщі.
Працівники інституту беруть участь у міжнародних проектах, які виконуються в інституті в рамка Європейських рамкових програм, в наукових конференціях, семінарах і тренінгах.
За останні роки було отримано три гранти міжнародних організацій на проведення досліджень, а саме: — ПАУСІ (2003—2004 рр.) — проведення досліджень з питань міжрегіонального та транскордонного співробітництва «Медія, бізнес, громадськість, влада: взаємодія на шляху до євроінтеграції» та видання збірника наукових праць. — Фонду «Відродження» (2005р) на проведення україно-польської конференції та досліджень щодо популяризації євроінтеграційних процесів. — Фонду «Відродження» (2010р) на проведення Міжнародного форуму: «Регіони знань: Україна в європейському просторі освіти- науки- інновацій для ревіталізації та процвітання територій».

## Наукова робота
Впродовж останніх років інститутом проведені міжнародні конференції та науково-практичні семінари, зокрема:
- Міжнародна мережева науково-практична конференція «Євроінтеграційні процеси в освіті та науці: трансформація та розвиток» квітень 2013 року ;
- Міжнародна науково-практична конференція «Євроінтеграційні процеси в суспільстві: трансформація та розвиток» 22-23 квітня 2012 року (в рамках ІІІ Міжнародного форуму «РАЗОМ в ЄВРОПІ — 2012»)
- ІІІ Міжнародна наукова конференція Місто інноваційне, знання — підприємництво — маркетинг";
- І міжнародна науково-практична конференція молодих науковців, аспірантів та студентів «Інноваційний розвиток регіонів та глобалізаційні процеси» (в рамках міжнародного форуму «Разом в Європі» (Дні Європи у ТІСІТі);
- Українсько-польський семінар «Управління процесом навчання у вищій школі», м. Леско (Польща), листопад 2010 року;
- Міжнародний форум: «Регіони знань: Україна в європейському просторі освіти- науки- інновацій для ревіталізації та процвітання територій», березень 2010 року.
- Дні Польщі в Україні присвячені 200 річчю з дня народження Юліуша Словацького та Міжнародна науково-практична конференція Освіта в міжнародному просторі, 5-6 травня 2009 року.
- «Будуємо нову Європу: будівельні кластери та стратегії розвитку регіонів при підготовці до Євро — 2012», червень 2008 р.
- «Разом в Європі: Маркетингові стратегії регіонального розвитку» (спільно з провідними університетами, міжнародними фондами Польщі та США) — травень 2005 р.
- «Інновації та підприємництво в розвитку суспільства інформаційного: досвід України та Польщі» — травень 2004 року;
- «Медіа, бізнес, громадськість, влада» за підтримки фонду PAUCI (Польсько-Американсько-Українські Ініціативи про Співпрацю) — травень 2004;
- «Регіональні засоби масової інформації, бізнесові структури та органи місцевого самоврядування: взаємодія на шляху до євроінтеграції» — травень 2003 року;

Щорічно проводяться Дні науки, Дні відкритих дверей та «Тиждень з Україною в Польщі» спільно з Посольством Польщі польськими університетами — партнерами Економічним університетом в Кракові.
З 2006 року запроваджено проведення щорічного міжвузівського науково-методичний семінар «Новітні методи викладання економічних дисциплін» під керівництвом завідувачки кафедри соціального управління інституту, проф. Анастасії Яківни Ходорчук. Учасниками семінару були викладачі Київського торгово-економічного університету, Тернопільського національного економічного університету, Тернопільського національного педагогічного університету імені В.Гнатюка та інші.
У листопаді 2007 р. викладачі та співробітники інститут взяли участь в роботі міжнародного науково-практичного семінару «Проблеми впровадження положень Болонського процесу в освітніх закладах України та Польщі» спільно з Університетом Економічним у Кракові.
У квітні 2008 року в інституті відбулася студентська науково-практична конференція «Інтеграція України у світовий європейський простір: економіка, маркетинг, соціальне управління». У 2008 році видано збірник наукових праць студентів «Молодь у ХХІ столітті: основні вектори інтеграції України у світовий простір».
Відповідно до Програми розвитку міжнародних зв'язків Тернопільського інституту соціальних та інформаційних технологій з 7 по 11 листопада 2008 року у Вищій школі менеджменту в місті Ряшів відбувся виїзний семінар «Якість освіти у світлі постулатів Болонського процесу», у якому узяли участь 18 викладачів ТІСІТ, а також вчені з Вищої школи менеджменту м. Ряшів, Ряшівського університету, Краківського економічного Університету.

## Видавнича діяльність
Інститут має власне видавництво «ТІСІТ». Видавництво Тернопільського Інституту Соціальних та Інформаційних Технологій (ТІСІТ) — є одним з основних структурних підрозділів Інституту, призначення якого полягає в здійсненні на професійному рівні видавничих функцій Інституту на підставі свідоцтва про внесення до Державного реєстру суб'єктів видавничої справи (серія ДК № 1142 від 05.12.2002).
Основним завданням видавництва є організація і здійснення редакційно-видавничої діяльності Інституту, видання навчальної, навчально-методичної літератури, яка відповідає вимогам державного освітнього стандарту, а також випуск наукової, довідкової і інших видів літератури на користь забезпечення навчального процесу і науково-дослідних робіт.
Видавництвом інституту в повному обсязі здійснено навчально-методичне забезпечення літературою з навчальних дисциплін.
За матеріалами міжнародних науково-практичних конференцій здійснено видання серії збірок під загальною назвою: «Медіа, бізнес, громадськість, влада».
Як результат співпраці інституту з зарубіжними навчальними закладами, зокрема з Академією Економічною в Кракові (Польща), здійснено переклад та видання праці відомого польського вченого-економіста, провідного фахівця в галузі територіального маркетингу, проректора, доктора габ. професора Анджея Шромніка, присвячена формуванню позитивного маркетингового мислення керівників та спеціалістів усіх рівнів управління та форм господарювання.
Каталог видань видавництва ТІСІТ >>>

## Громадська діяльність
ТІСІТ є членом:
- Європейської асоціації міжнародної освіти,
- Асоціації університетів України,
- Асоціації приватних вищих навчальних закладів,
- Української асоціації маркетингу,
- Міжнародної кадрової академії.

24 лютого 2004 року при інституті спільним наказом Федерації профспілок України, УКООП спілки України та Міністерства освіти і науки України створено навчально-науково-виробничий комплекс
Тернопільський інститут соціальних та інформаційних технологій (ТІСІТ) при Інституті. В склад Комплексу ввійшли:
- Тернопільський інститут соціальних та інформаційних технологій,
- Тернопільська рада професійних спілок,
- Тернопільська обласна спілка споживчих товариств,
- Тернопільський кооперативний коледж,
- Тернопільська загальноосвітня школа № 24,
- Теребовлянська обласна комунальна гімназія-спецшкола-інтернат,
- Благодійна фундація «Бізнес-інкубатор Тернопільщини».

Комплекс створений з метою забезпечення координації спільної діяльності навчально-виховних закладів, підприємств, організацій та установ по реалізації Закону України про освіту, впровадження системи ступеневої підготовки фахівців за наскрізними навчальними планами та програмами, ефективного використання науково-педагогічних кадрів, навчально-лабораторної та виробничої бази, соціальної інфраструктури, організації підвищення кваліфікації викладачів навчальних закладів та працівників організацій, спільного проведення науково-дослідних робіт, апробації та використання результатів наукових досліджень, підготовки наукових кадрів, розробки навчально-методичного забезпечення.